# Campionati americani femminili di pallacanestro
I Campionati americani femminili di pallacanestro FIBA (in inglese FIBA Women's AmeriCup) sono una competizione di pallacanestro organizzata ogni due anni dalla FIBA Americas che mette a confronto le rappresentative nazionali delle Americhe.
Il torneo assegna il titolo di campione delle Americhe e funge anche da qualificazione per i Mondiali e per le Olimpiadi.
È stato istituito nel 1989 e finora ha visto le affermazioni dalle nazionali di Brasile, Cuba, Canada, Stati Uniti.

## Albo d'oro
| 1989 dettagli | Brasile San Paolo                  | Cuba        | 87-84  | Brasile     | Canada     | 71-63        | Stati Uniti |
| 1993 dettagli | Brasile San Paolo                  | Stati Uniti | 106-92 | Brasile     | Canada     | 61-54        | Cuba        |
| 1995 dettagli | Canada Hamilton                    | Canada      | 80-73  | Cuba        | Porto Rico |              | Argentina   |
| 1997 dettagli | Brasile San Paolo                  | Brasile     | 101-95 | Stati Uniti | Cuba       | 81-77        | Argentina   |
| 1999 dettagli | Cuba L'Avana                       | Cuba        | 90-87  | Brasile     | Canada     | 80-37        | Messico     |
| 2001 dettagli | Brasile São Luís                   | Brasile     | 88-83  | Cuba        | Argentina  |              | Canada      |
| 2003 dettagli | Messico Culiacán                   | Brasile     | 90-81  | Cuba        | Canada     | 71-34        | Messico     |
| 2005 dettagli | Rep. Dominicana Hato Mayor del Rey | Cuba        | 81-73  | Brasile     | Canada     |              | Argentina   |
| 2007 dettagli | Cile Valdivia                      | Stati Uniti | 101-71 | Cuba        | Brasile    | 73-41        | Argentina   |
| 2009 dettagli | Brasile Cuiabá                     | Brasile     | 71-48  | Argentina   | Canada     | 59-49 d.t.s. | Cuba        |
| 2011 dettagli | Colombia Neiva                     | Brasile     | 74-33  | Argentina   | Canada     | 59-46        | Cuba        |
| 2013 dettagli | Messico Xalapa                     | Cuba        | 77-71  | Canada      | Brasile    | 66-56        | Porto Rico  |
| 2015 dettagli | Canada Edmonton                    | Canada      | 82-66  | Cuba        | Argentina  | 66-59        | Brasile     |
| 2017 dettagli | Argentina Buenos Aires             | Canada      | 67-65  | Argentina   | Porto Rico | 75-68        | Brasile     |
| 2019 dettagli | Porto Rico San Juan                | Stati Uniti | 67-46  | Canada      | Brasile    | 95-66        | Porto Rico  |
| 2021 dettagli | Porto Rico San Juan                | Stati Uniti | 74-59  | Porto Rico  | Brasile    | 87-82        | Canada      |
| 2023 dettagli | Messico León                       | Brasile     | 69-58  | Stati Uniti | Canada     | 80-73        | Porto Rico  |
| 2025 dettagli | Cile Santiago del Cile             | Stati Uniti | 92-84  | Brasile     | Canada     | 76-75        | Argentina   |

## Medagliere
Dati aggiornati all'edizione 2025
| Nazionale   | Oro | Argento | Bronzo | Totale |
| Brasile     | 6   | 5       | 4      | 15     |
| Stati Uniti | 5   | 2       | 0      | 7      |
| Cuba        | 4   | 5       | 1      | 10     |
| Canada      | 3   | 2       | 9      | 14     |
| Argentina   | 0   | 3       | 2      | 5      |
| Porto Rico  | 0   | 1       | 2      | 3      |